# 国道471号

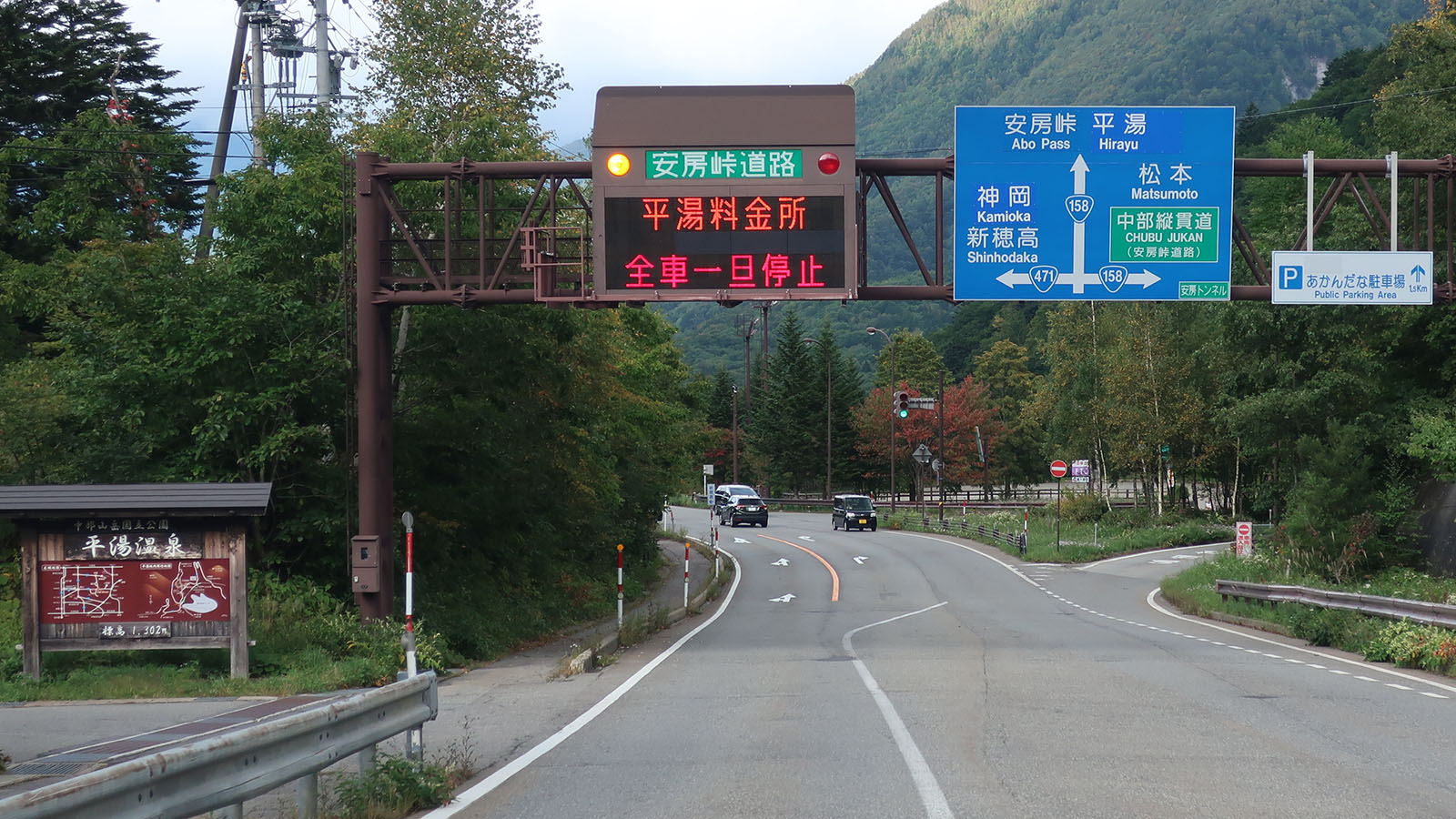
国道471号　終点
岐阜県高山市　国道158号高山方面より見た平湯I.C口交差点

国道471号（こくどう471ごう）は、石川県羽咋市から岐阜県高山市に至る一般国道である。

## 概要

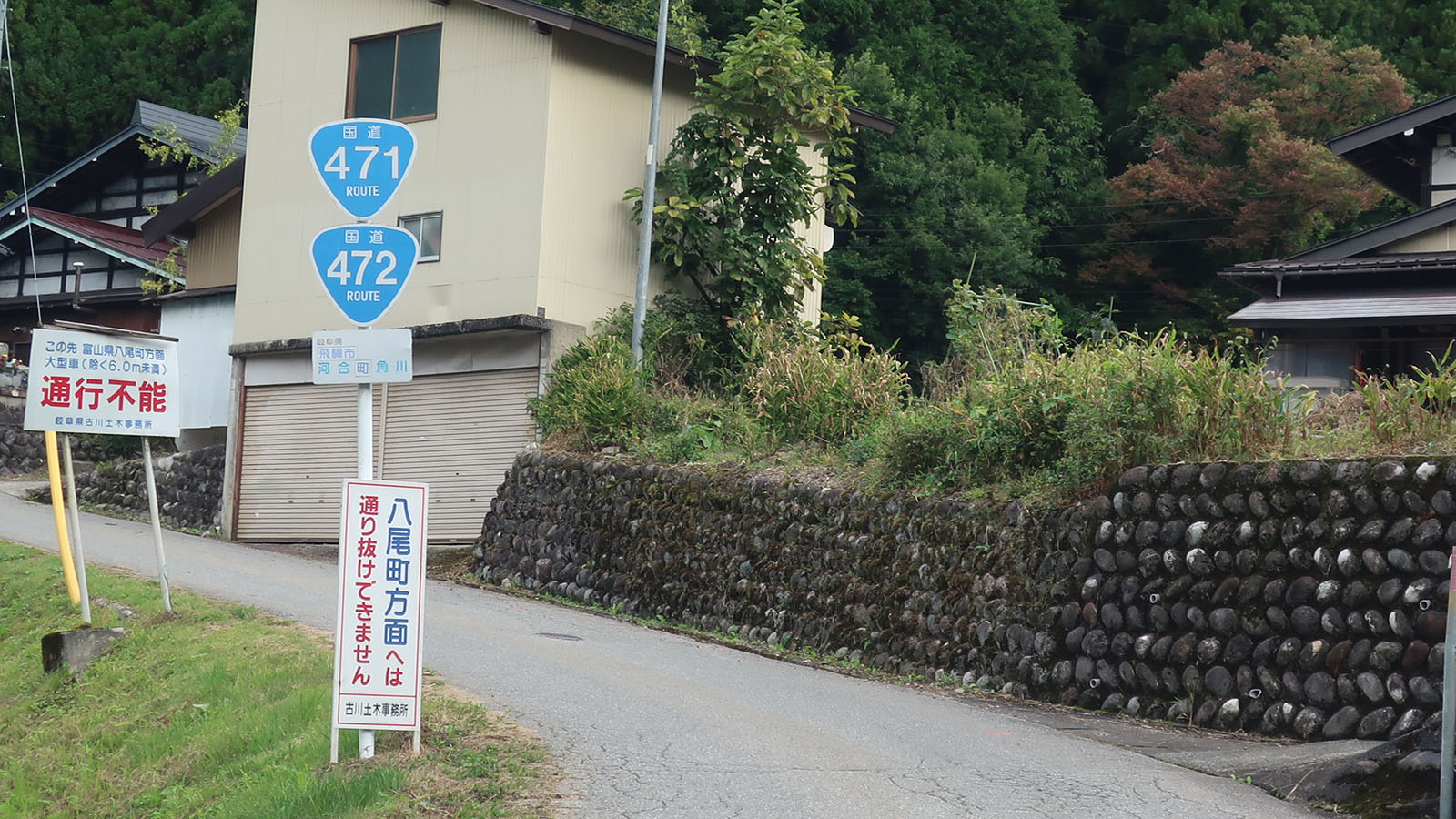
岐阜県飛騨市河合町の
楢峠入口付近
この先、富山市八尾町地区までの区間で通行できない日が多い。

石川県と岐阜県北部を結ぶ一般国道で、石川県羽咋市の中央町南交差点から富山県西部を横断し、富山・岐阜県境付近の楢峠（標高1,220 m）を越えて、高山市奥飛騨温泉郷平湯の国道158号に達する。
岐阜・富山県境付近の楢峠を含む区間は、全国屈指のいわゆる「酷道」になっていて、豪雪地帯の山越えであるため11月中旬から翌年6月初旬まで冬期閉鎖が実施される。自然災害による被害を受けやすい奥飛騨の山岳地域を通過する富山市南部の八尾町地区から岐阜県飛騨市の河合町地区までの区間は、冬季閉鎖期間後も補修工事のため「通行止」という規制標識が建つ日が圧倒的に多く、1年の大半は通行できない日が続くことから「開かずの国道」といわれることがある。

### 路線データ
一般国道の路線を指定する政令に基づく起終点および重要な経過地は次のとおり。
- 起点：羽咋市（中央町南交差点 = 国道249号上）
- 終点：岐阜県吉城郡上宝村[注釈 3]（平湯I.C口交差点 = 国道158号交点）
- 重要な経過地：石川県羽咋郡押水町[注釈 4]、小矢部市、富山県東礪波郡庄川町[注釈 5]、同県婦負郡八尾町[注釈 6]、岐阜県吉城郡河合村[注釈 7]、同郡古川町[注釈 7]、同郡神岡町[注釈 7]
- 総延長 : 183.6 km（富山県 81.3 km、石川県 23.3 km、岐阜県 79.0 km）重用延長を含む[4][注釈 8]
- 重用延長 : 36.0 km（富山県 2.2 km、石川県 10.4 km、岐阜県 23.3 km）[4][注釈 8]
- 未供用延長 : なし[4][注釈 8]
- 実延長 : 147.6 km（富山県 79.1 km、石川県 12.9 km、岐阜県 55.7 km）[4][注釈 8]
  - 現道 : 143.8 km（富山県 75.3 km、石川県 12.9 km、岐阜県 55.7 km）[4][注釈 8]
  - 旧道 : 3.1 km（富山県 3.1 km、石川県 - km、岐阜県 - km）[4][注釈 8]
  - 新道 : 0.6 km（富山県 0.7 km、石川県 - km、岐阜県 - km）[4][注釈 8]
- 指定区間：国道159号、国道156号、国道41号と重複する区間（石川県羽咋郡宝達志水町南吉田 - 宝達山東間口交差点、富山県砺波市・金屋交差点 - 砺波市庄川町小牧、岐阜県飛騨市古川町野口 - 飛騨市神岡町船津）[5]

## 歴史
- 1980年（昭和55年）8月27日 - 羽咋 - 平湯間国道昇格促進期成同盟会が結成される[6]。
- 1993年（平成5年）4月1日 - 主要地方道福光安楽寺押水線（石川県道41号・富山県道49号）の一部、主要地方道小矢部井波線（富山県道18号）、主要地方道庄川河合線（富山県道47号・岐阜県道21号）の一部、主要地方道古川八尾線の一部（岐阜県道10号・富山県道39号）、主要地方道神岡上宝線（岐阜県道75）を統合し一般国道471号を路線認定[7]。

## 路線状況

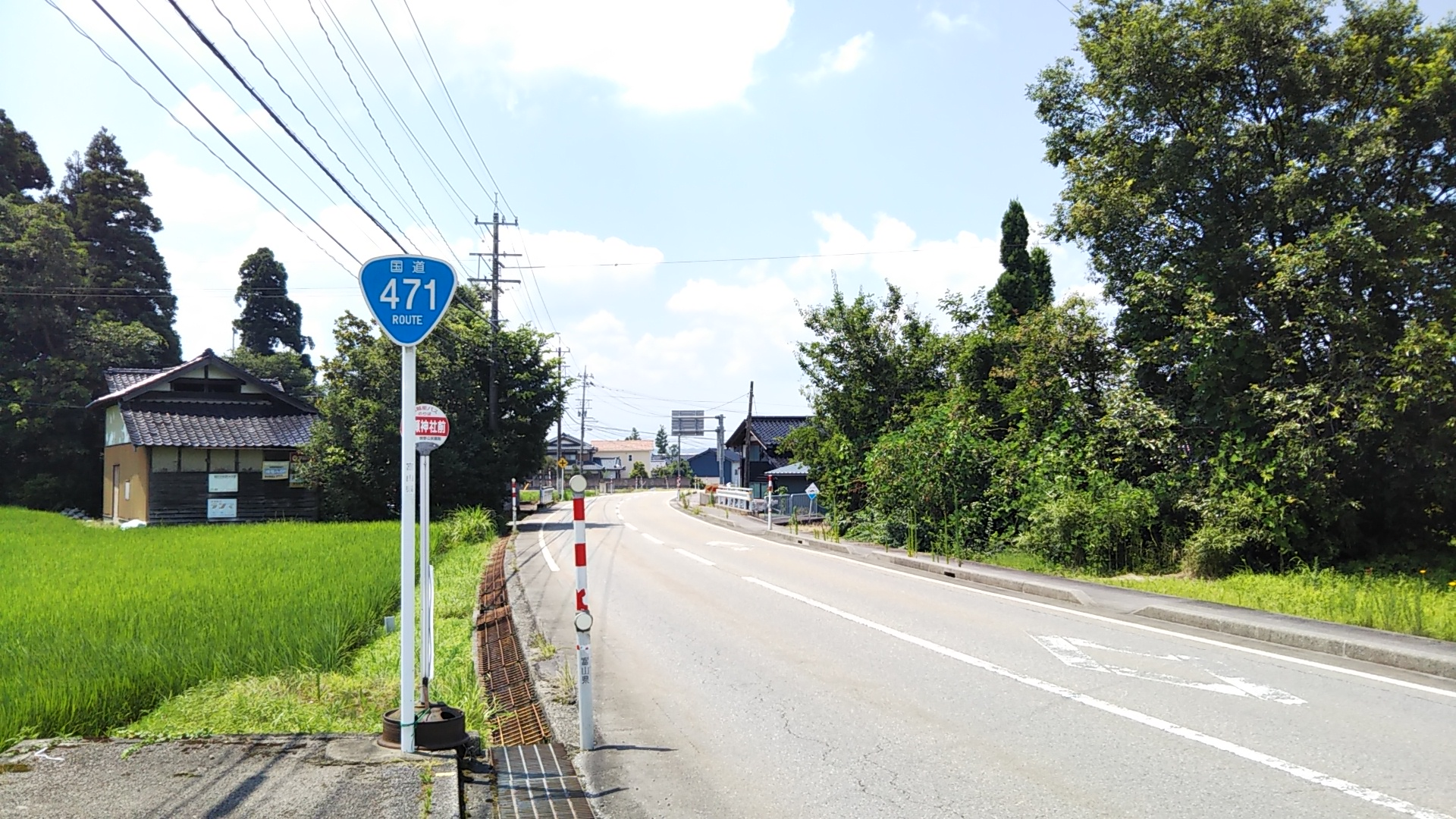
南砺市高瀬の髙瀬神社前で。

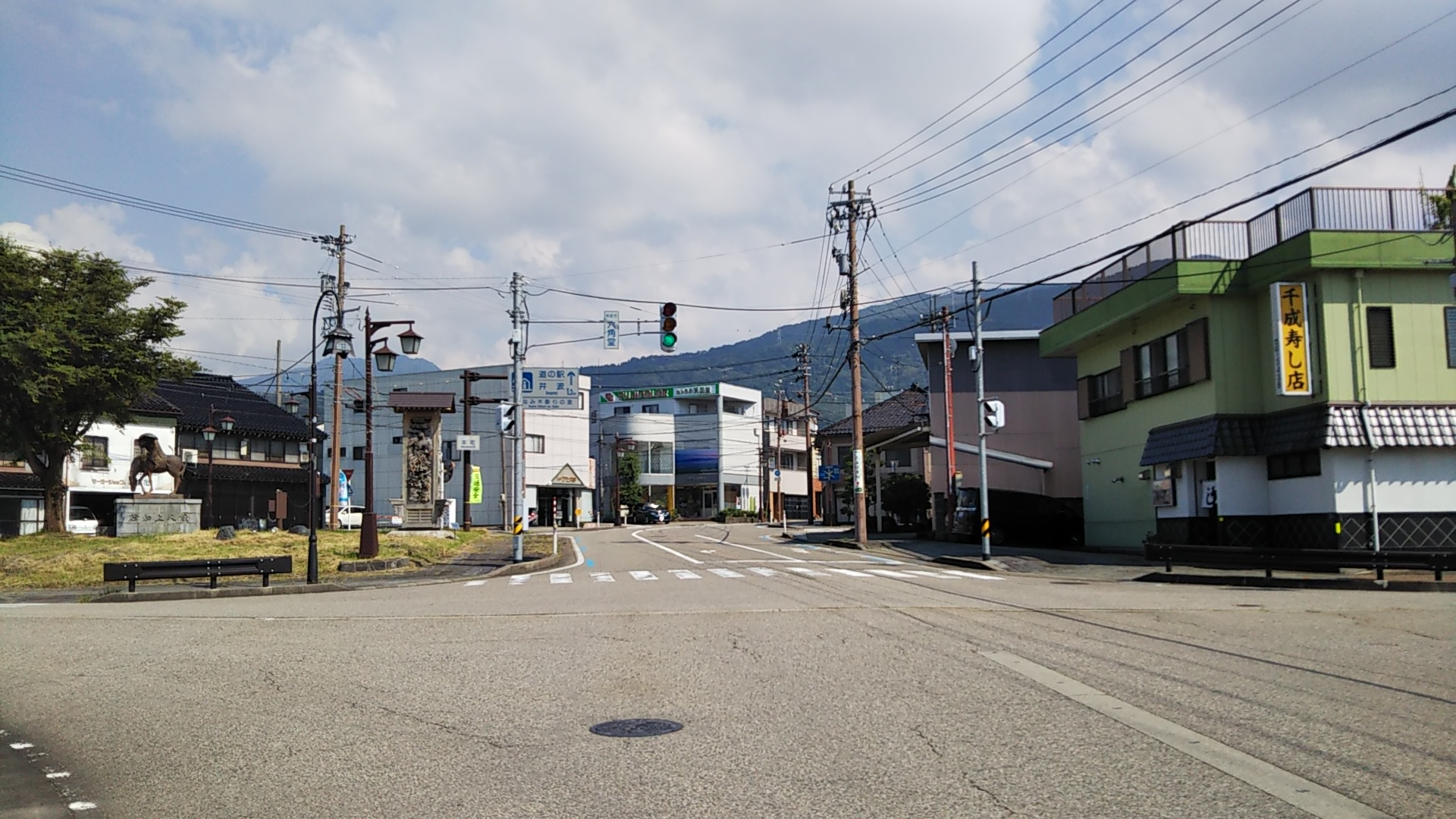
南砺市井波地域の中心に位置する六角堂交差点。

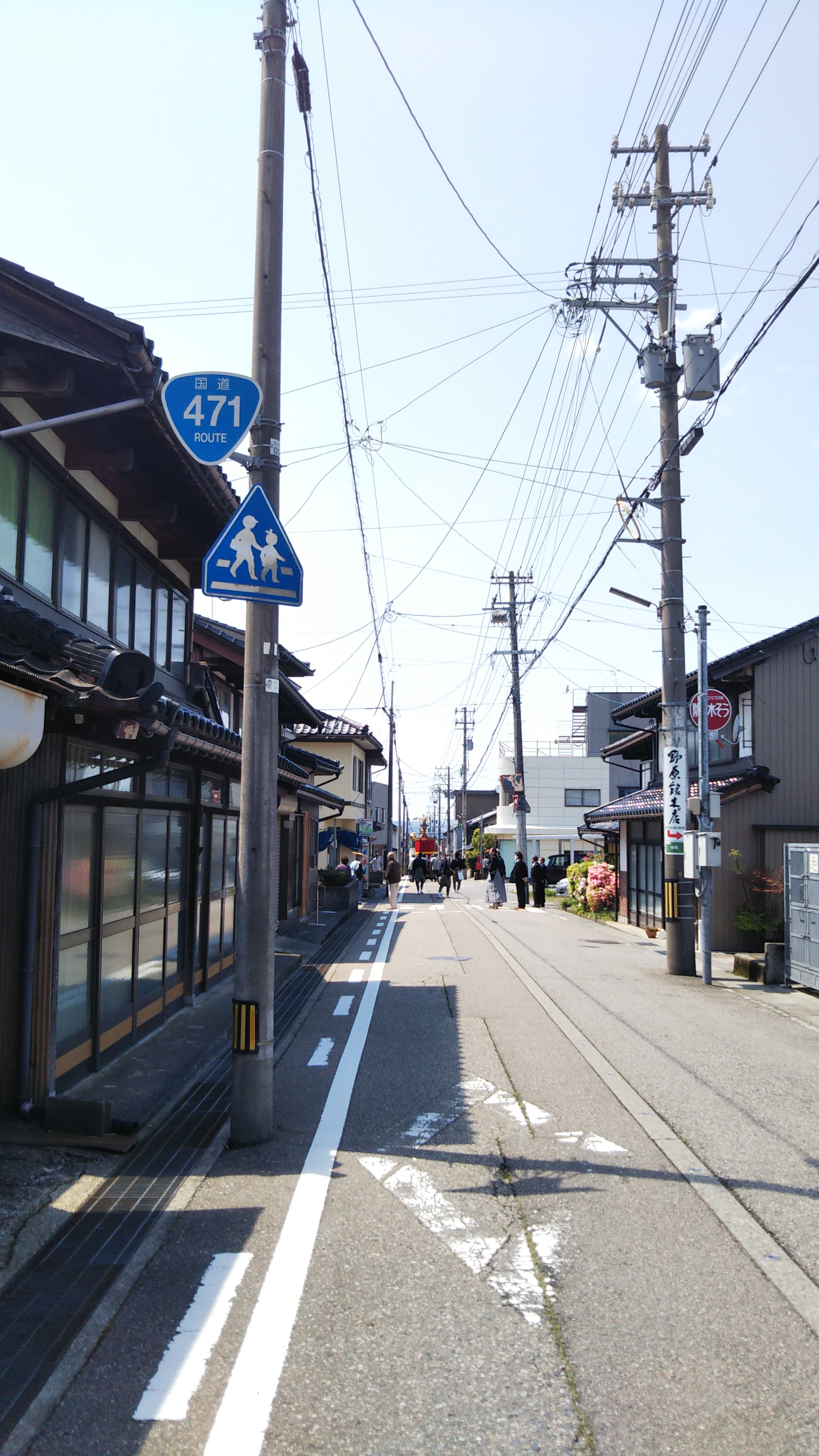
旧・井波町域では、古い町並みを縫う狭隘な区間が続く。今町付近で

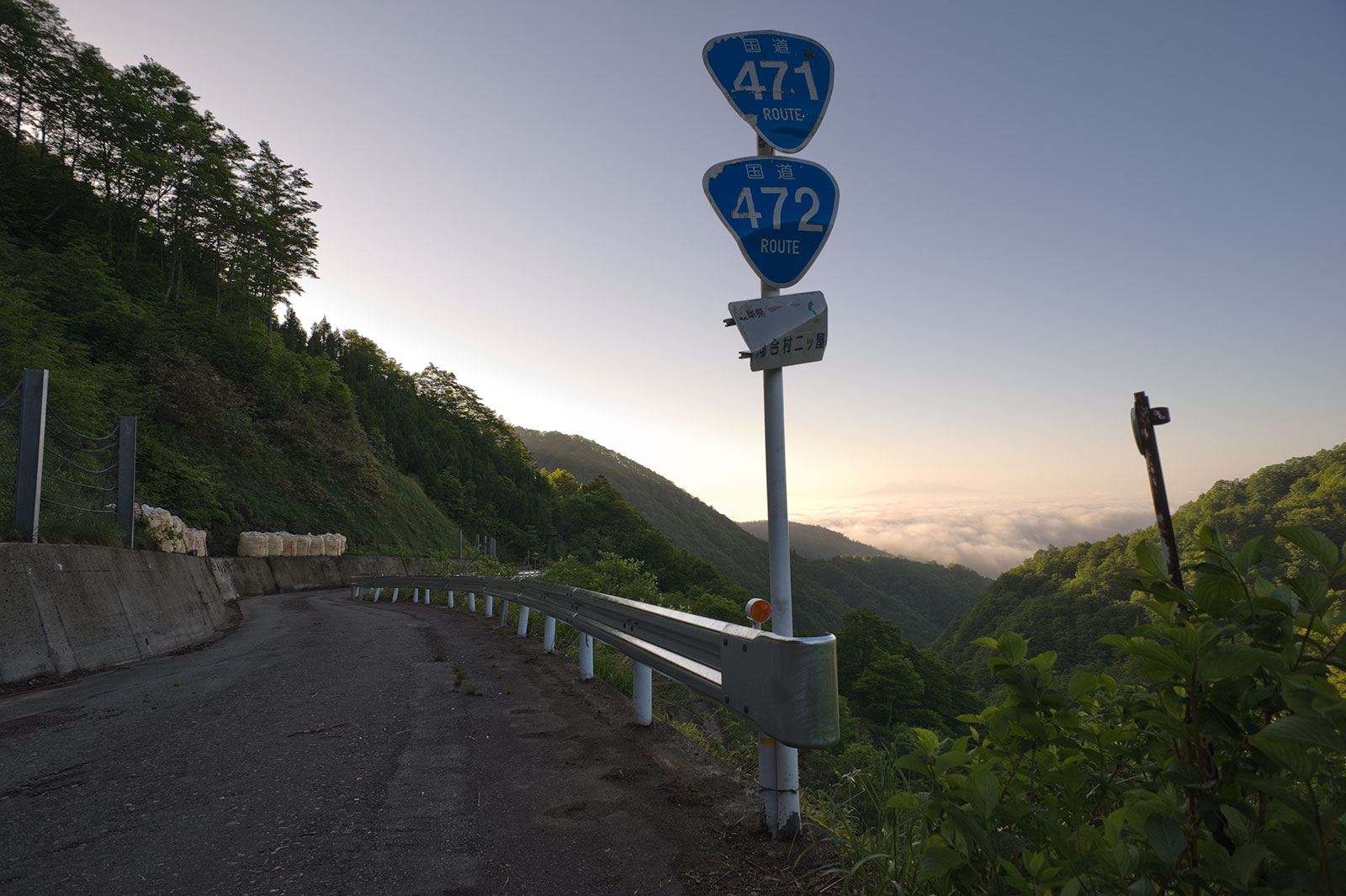
国道472号との重複区間
楢峠付近

富山 - 飛騨間のアクセスルートは国道471号に平行する国道41号がメインであることから、この国道471号を利用して富山・飛騨間を往復するドライバーはほとんどおらず、交通量は極端に少ない。
飛騨市の国道360号以北、国道472号と重複する楢峠越えの道は、普通車1台分の道幅しかなく、路面に落石が転がり、アスファルト舗装から雑草が生えている。場所により、アスファルト舗装はされているが、ダートと見分けがつかないようなところもある。豪雪地のため、雪の重みで道路標識が変形していたり、支柱から落ちてしまったものも多く見かける。川沿いのところも、川床と高低差があってもガードレールの設置がない狭隘道路が続く。楢峠の前後してヘアピンカーブがある。
標高1220 mの楢峠は、富山・岐阜県境より4 kmほど南側にある。楢峠付近の線形は、険しいつづら折れが続く山岳道路である。

### 別名
- 円空カツラ街道（飛騨市）
- 越中西街道（飛騨市）
- 越中東街道（飛騨市）
- 奥飛騨湯ノ花街道（飛騨市、高山市）

### バイパス・改良事業など
- 八野バイパス（石川県かほく市八野 - 黒川、延長1.0km）
- 島バイパス（富山県小矢部市島地内、延長1.5km）
- 利賀バイパス（富山県南砺市利賀村栃原 - 利賀村地内、延長9.3km）
- 菅沼栃折道路（富山県南砺市利賀村百瀬 - 富山市八尾町栃折、延長5.6km）
- 栃折バイパス（富山県富山市八尾町栃折地内、延長1.5km）
- 東町バイパス（岐阜県飛騨市神岡町東町 - 同市神岡町殿（坂巻交差点）、1990年12月6日開通[8]）

### 重複区間

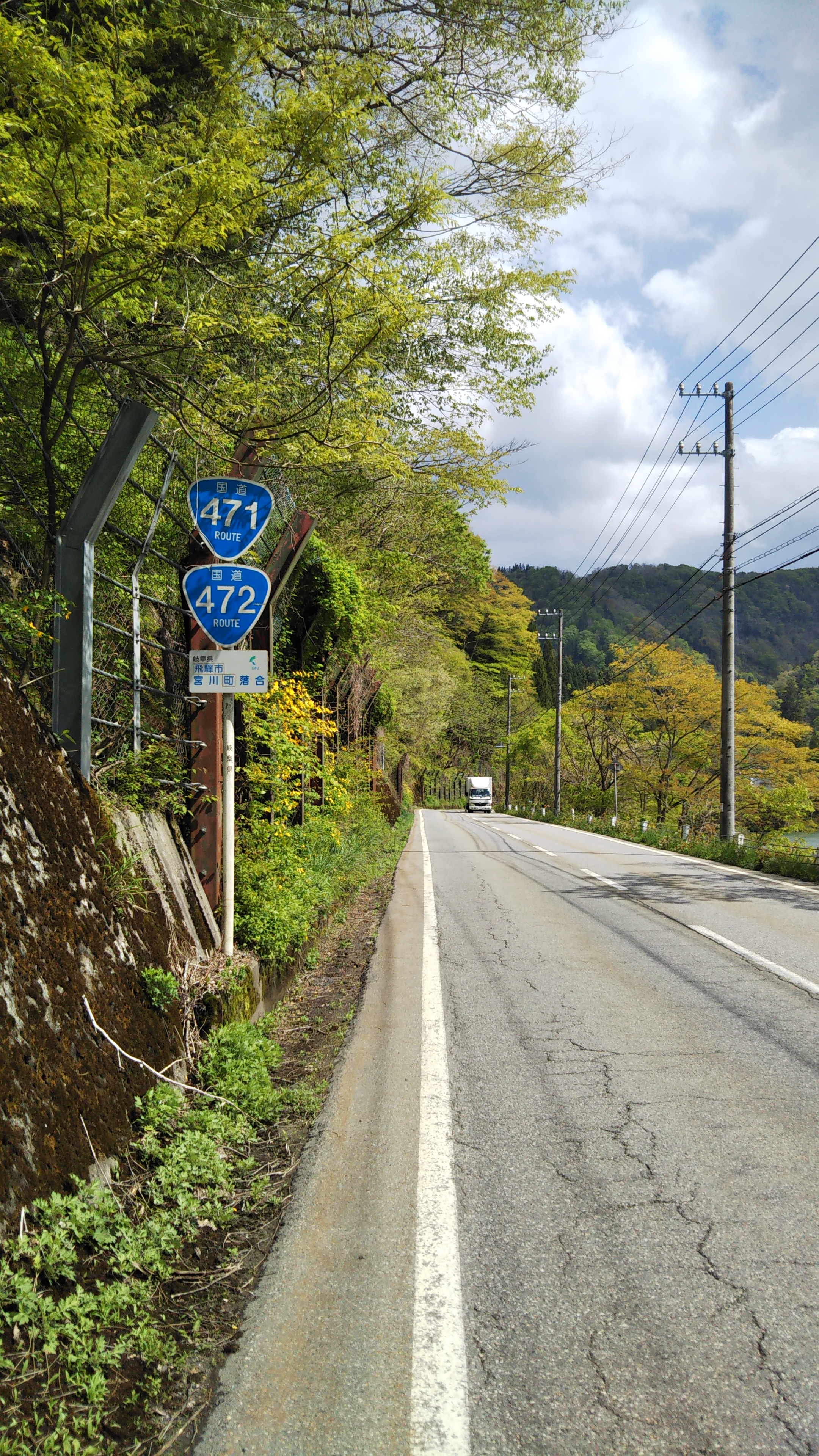
宮川町落合で。国道360号と接続し、富山市細入方面からの古川・高山方面へのアクセス路として機能している。

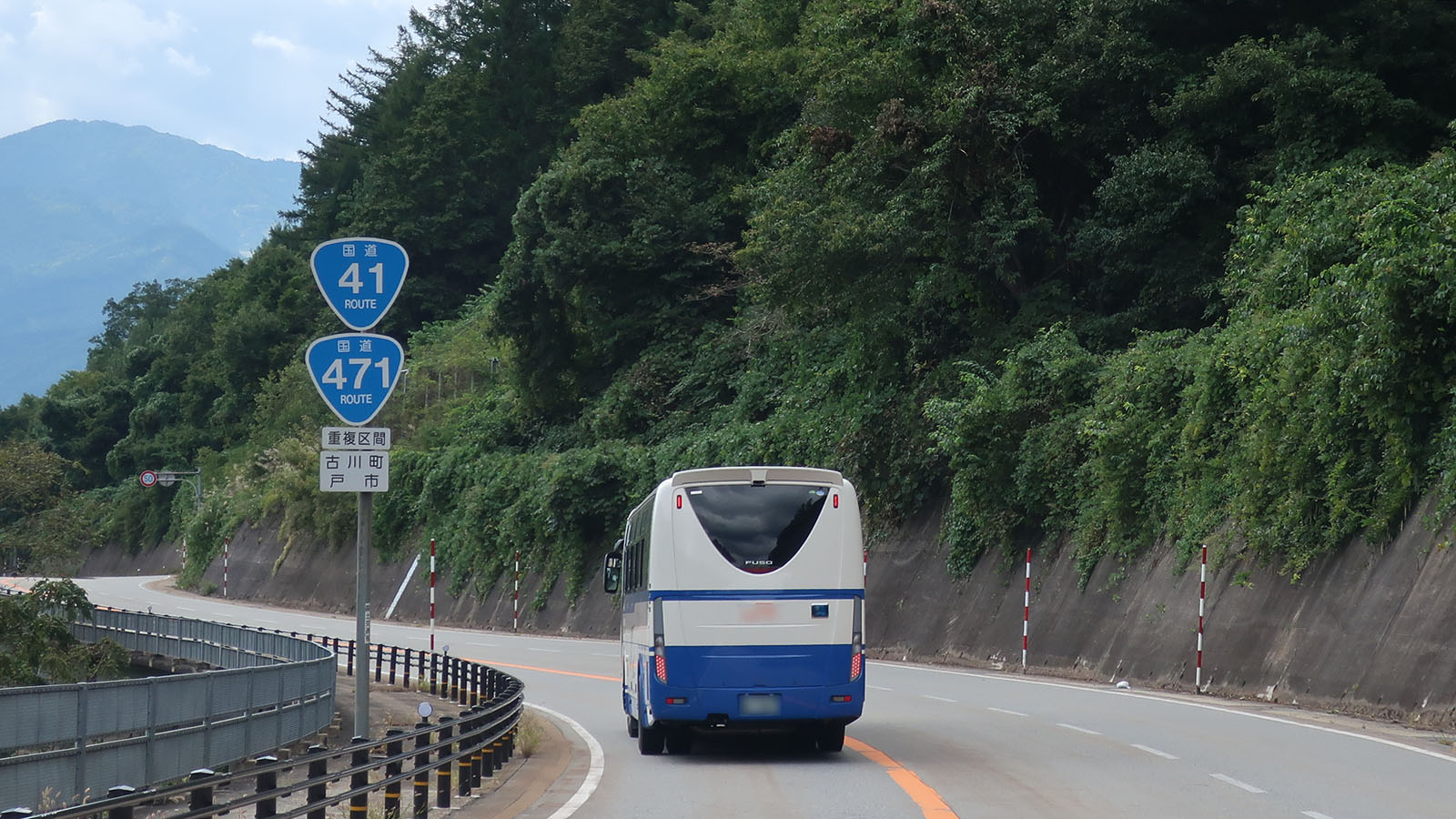
国道41号との重複
岐阜県飛騨市古川町戸市

- 国道249号（石川県羽咋市（起点） - 羽咋郡宝達志水町宿）
- 国道159号（石川県羽咋郡宝達志水町南吉田 - 羽咋郡宝達志水町正友・宝達山東間口交差点）
- 国道156号（富山県砺波市・金屋交差点 - 砺波市庄川町小牧）
- 国道472号（富山県富山市八尾町栃折 - 岐阜県飛騨市古川町野口）
- 国道360号（岐阜県飛騨市河合町角川 - 飛騨市宮川町大無雁）
- 国道41号（岐阜県飛騨市古川町野口 - 飛騨市神岡町船津）

### 道路施設

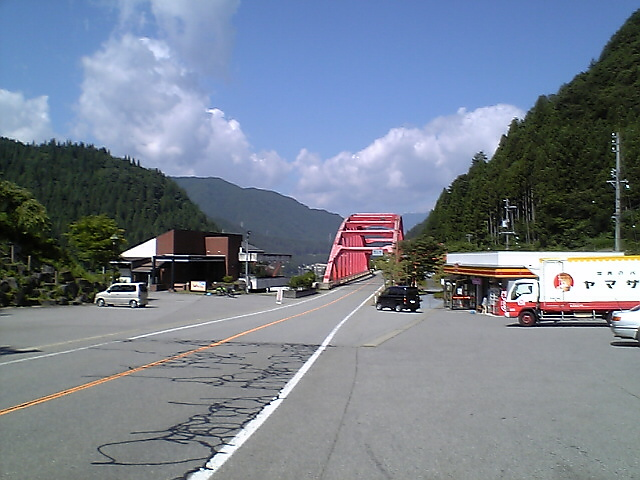
駒止橋（高山市）

#### 橋梁
- 島分橋（小矢部市・小矢部川）
- 藤橋（砺波市・庄川）
- 利賀大橋（利賀バイパス・南砺市・庄川）
- 船津橋（飛驒市・高原川）
- 駒止橋（高山市・双六川）

#### トンネル
- 新楢尾トンネル（南砺市利賀村 - 同市利賀村百瀬川）
- 野口トンネル（飛騨市古川町野口）
- かみおかトンネル（飛騨市神岡町東町、全長254m、幅員8m、高さ7m）[9]

#### 道の駅
- 富山県
  - 利賀（南砺市）
  - 井波（南砺市）
- 岐阜県
  - 宙ドーム・神岡（飛騨市）
  - 奥飛騨温泉郷上宝（高山市）

## 地理

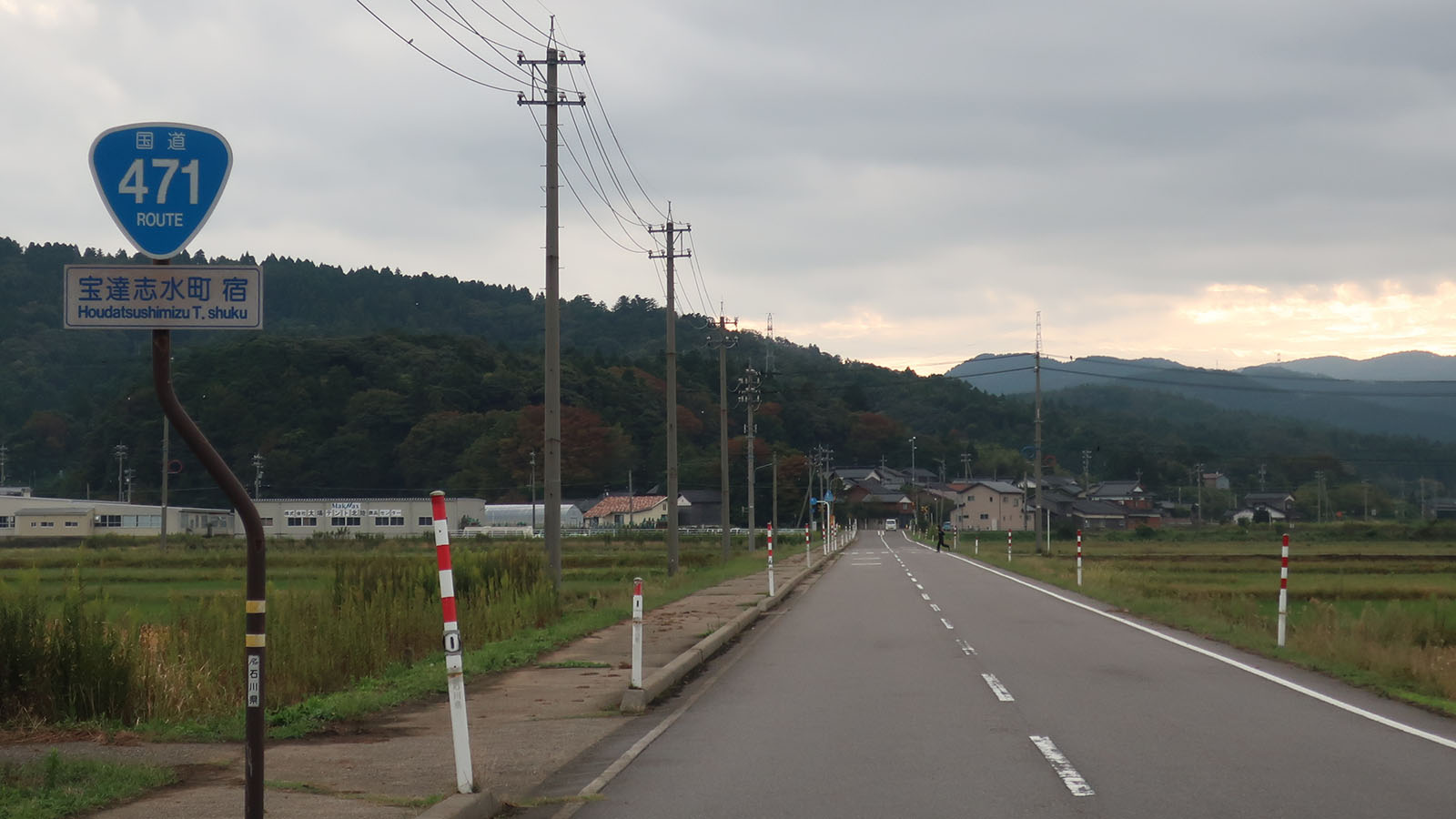
石川県羽咋郡宝達志水町宿
（2019年9月）

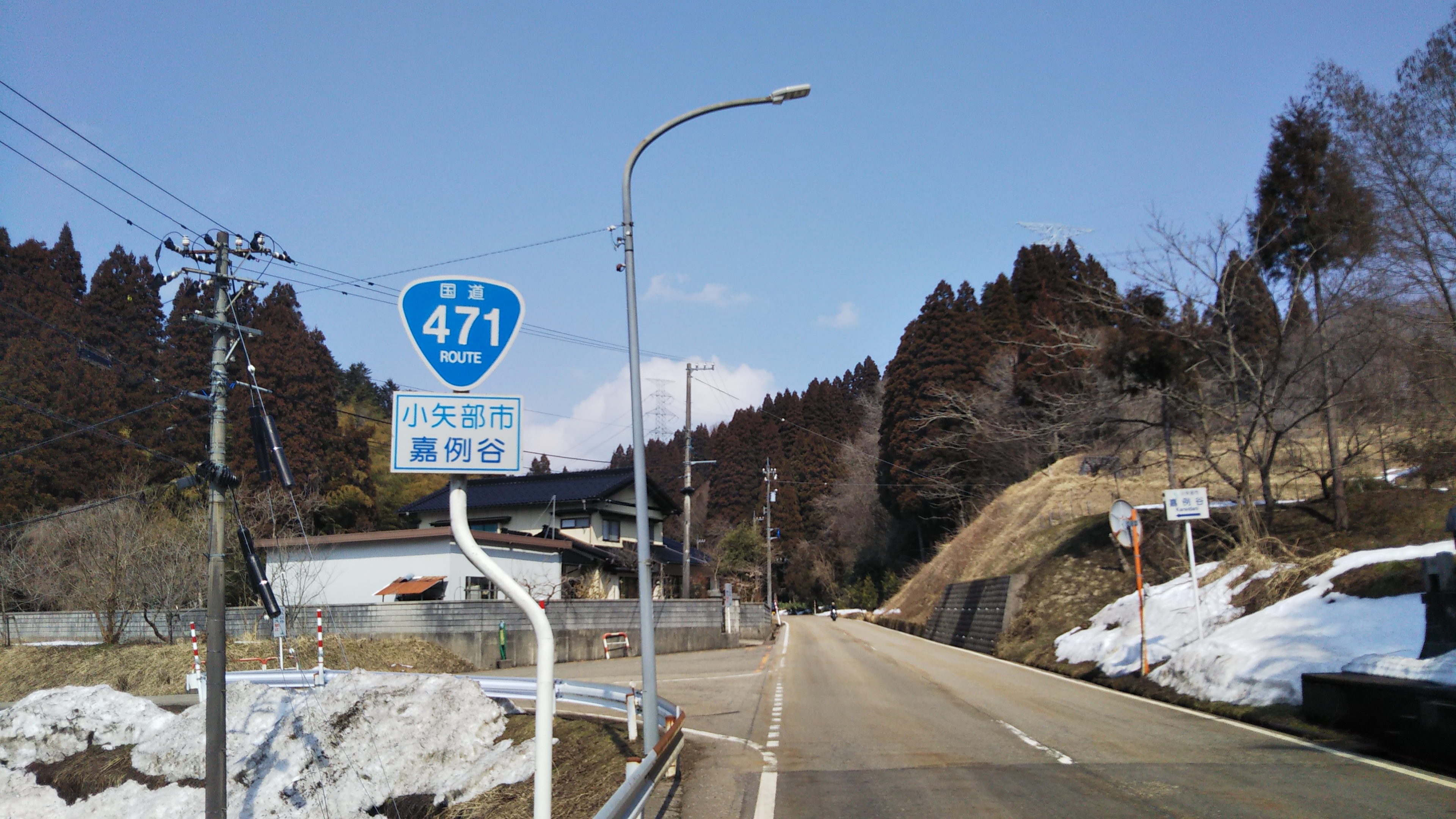
石川県境に接する富山県小矢部市嘉例谷で。宝達志水町から小矢部市までの山越え区間では2車線で整備されている。

### 通過する自治体
- 石川県
  - 羽咋市 - 羽咋郡宝達志水町 - かほく市 - 河北郡津幡町
- 富山県
  - 小矢部市 - 南砺市 - 砺波市 - 南砺市- 富山市
- 岐阜県
  - 飛騨市 - 高山市

### 交差する道路
- 国道249号（石川県羽咋市、宝達志水町）
- 国道415号（石川県羽咋市）
- 国道159号（石川県宝達志水町）
- 国道8号（富山県小矢部市）
- 国道359号（富山県小矢部市）
- 国道156号（富山県砺波市）

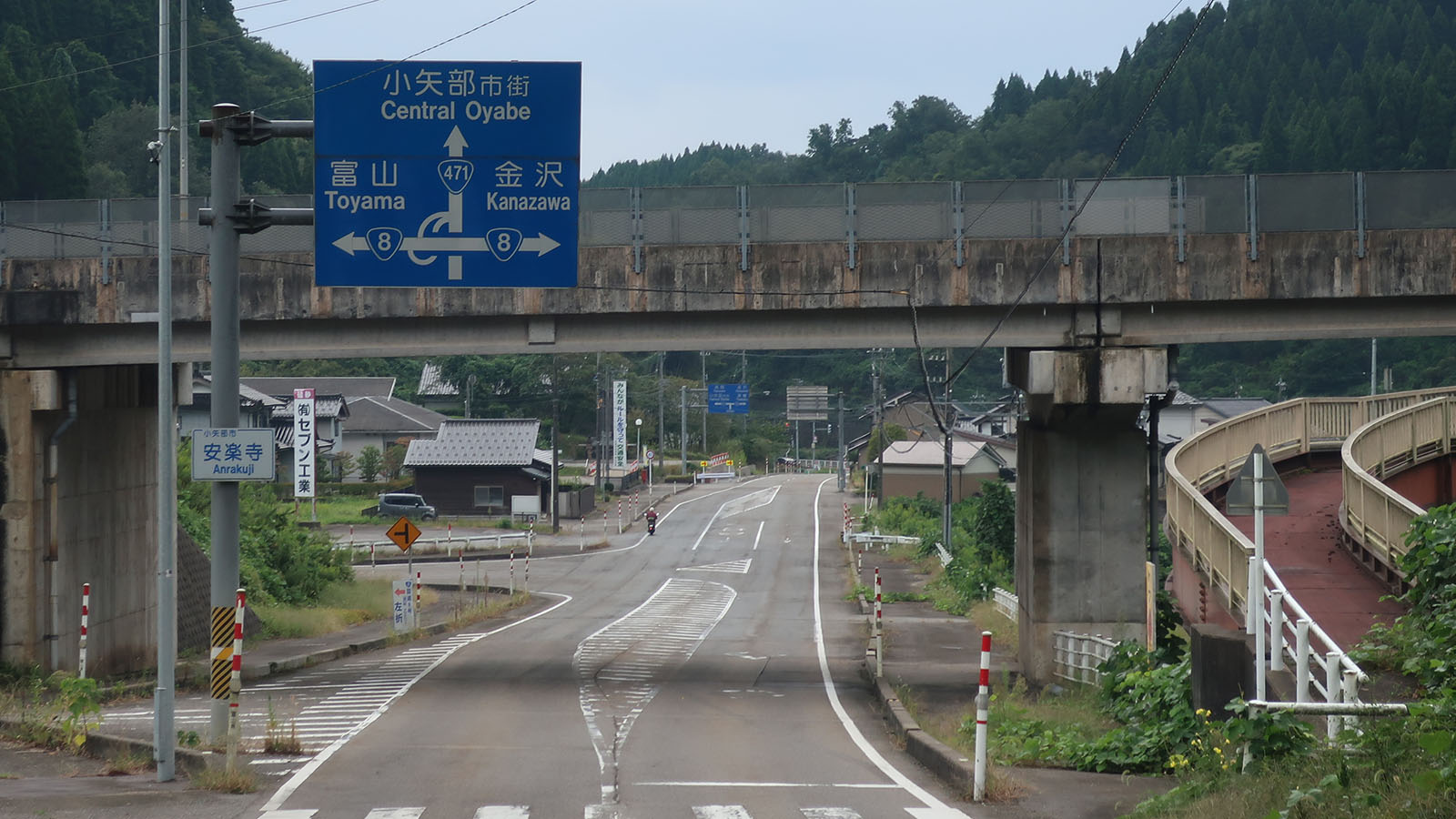
国道8号との交差
富山県小矢部市安楽寺

- 国道472号（富山県富山市、岐阜県飛騨市）
- 国道360号（岐阜県飛騨市）
- 国道41号（岐阜県飛騨市）
- 国道158号（岐阜県高山市）
- 中部縦貫自動車道〔安房峠道路〕 - 平湯インターチェンジ（岐阜県高山市）

### 沿線
- 奥飛騨温泉郷